# Влатко Соколов
Влатко Соколов (мак. Влатко Соколов; нар. 5 листопада 1973) — югославський та македонський борець вільного стилю, срібний призер чемпіонату світу серед кадетів, учасник п'ятьох чемпіонатів світу та шістьох чемпіонатів Європи, брав участь в Олімпійських іграх 1996 року, де змагався у категорії до 48 кг та посів 11 місце.

### Виступи на Олімпіадах
| Змагання                    | Збірна    | Вагова категорія          | Місце |
| --------------------------- | --------- | ------------------------- | ----- |
| Літні Олімпійські ігри 1996 | Македонія | вільна боротьба, до 48 кг | 11    |

### Виступи на Чемпіонатах світу
| Змагання                        | Збірна             | Вагова категорія          | Місце |
| ------------------------------- | ------------------ | ------------------------- | ----- |
| Чемпіонат світу з боротьби 1991 | Югославія          | вільна боротьба, до 52 кг | 25    |
| Чемпіонат світу з боротьби 1994 | Північна Македонія | вільна боротьба, до 48 кг | 11    |
| Чемпіонат світу з боротьби 1995 | Північна Македонія | вільна боротьба, до 48 кг | 9     |
| Чемпіонат світу з боротьби 1997 | Північна Македонія | вільна боротьба, до 54 кг | 23    |
| Чемпіонат світу з боротьби 1999 | Північна Македонія | вільна боротьба, до 54 кг | 32    |

### Виступи на Чемпіонатах Європи
| Змагання                         | Збірна             | Вагова категорія          | Місце |
| -------------------------------- | ------------------ | ------------------------- | ----- |
| Чемпіонат Європи з боротьби 1991 | Югославія          | вільна боротьба, до 48 кг | 9     |
| Чемпіонат Європи з боротьби 1992 | Югославія          | вільна боротьба, до 52 кг | 13    |
| Чемпіонат Європи з боротьби 1993 | IWP                | вільна боротьба, до 48 кг | 8     |
| Чемпіонат Європи з боротьби 1995 | Північна Македонія | вільна боротьба, до 48 кг | 5     |
| Чемпіонат Європи з боротьби 1997 | Північна Македонія | вільна боротьба, до 54 кг | 13    |
| Чемпіонат Європи з боротьби 1999 | Північна Македонія | вільна боротьба, до 54 кг | 10    |

### Виступи на Середземноморських іграх
| Змагання                    | Збірна    | Вагова категорія          | Місце |
| --------------------------- | --------- | ------------------------- | ----- |
| Середземноморські ігри 1991 | Югославія | вільна боротьба, до 48 кг | 5     |

### Виступи на інших змаганнях
| Змагання                                                | Країна             | Вагова категорія          | Місце  |
| ------------------------------------------------------- | ------------------ | ------------------------- | ------ |
| Чемпіонат маленьких євпропейських країн з боротьби 1994 | Північна Македонія | вільна боротьба, до 52 кг | Золото |

### Виступи на змаганнях молодших вікових груп
| Змагання                                       | Збірна    | Вагова категорія          | Місце  |
| ---------------------------------------------- | --------- | ------------------------- | ------ |
| Чемпіонат світу з боротьби серед кадетів 1990  | Югославія | вільна боротьба, до 47 кг | Срібло |
| Чемпіонат Європи з боротьби серед юніорів 1991 | Югославія | вільна боротьба, до 50 кг | 6      |
| Чемпіонат світу з боротьби серед молоді 1993   | IOP       | вільна боротьба, до 48 кг | 4      |